# Joplin (Montana)
Joplin è un census-designated place statunitense di 157 abitanti.